# حوزه علمیه خراسان
حوزه علمیه خراسان مجموعه‌ای از مدارس و کانون‌های شیعی است که در نهضت علمی امامیه، نقش مهمی ایفا کرده‌است. حوزه خراسان و مشهد امروزه از حوزه‌های بزرگ شیعه به‌شمار می‌رود و شمار بسیاری از طلاب علوم دینی در آن مشغول به تحصیل‌اند. دوره‌های مقدمات، ادبیات و سطوح عالی این مرکز علمی و فرهنگی از شهرت برخوردار است.

## پیشینه حوزه علمیه خراسان
حوزهٔ علمیهٔ مشهد، مرکز حوزهٔ علمیهٔ خراسان است. حوزهٔ مشهد به پایبندی به مباحث قرآنی-روایی مشهور است و مکتب تفکیک نیز از این حوزه سر برآورده است. اولین دانشکدهٔ الهیات و معارف اسلامی و منشأ ایجاد مطالعات تخصصی علوم قرآن و حدیث در ایران، از فضای همین شهر و تلاش‌های محققان حوزهٔ علمیه اش نشأت گرفت.

## استادان و علما
از علمای حوزه علمیه مشهد در دوران معاصر می‌توان این افراد را نام برد:
سید میرزا حسین مقدس نیان ، علی اکبر نهاوندی، سید یونس موسوی اردبیلی، حسین فقیه سبزواری، هاشم قزوینی، مجتبی قزوینی، محمد کاظم مهدوی دامغانی، سید محمدهادی میلانی، سید عبدالله شیرازی، سید حسن طباطبایی قمی، میرزا حسنعلی مروارید، میرزا جوادآقا تهرانی، سید عزالدین حسینی زنجانی، سید حسن مرتضوی شاهرودی، محمدرضا حکیمی، سید جعفر سیدان، شیخ مهدی مروارید، محمدرضا مهدوی دامغانی، مصطفی اشرفی و اسماعیل کوه‌سرخی.

## پس از انقلاب ۱۳۵۷
پس از انقلاب، مدارس جدیدی توسط مردم، علما و روحانیان احداث شد. علاوه بر این بسیاری از مدارس قدیمی و فرسوده، مجدداً مرمت و مورد استفاده قرار گرفت. پس از انقلاب تقریباً ۳۰ مدرسه علمیه در شهر مشهد احداث شد. افزون بر این، تعدادی از مدارس قدیمی که در دوران پهلوی تخریب یا قابل استفاده نبودند، مانند مدارس میرزا جعفر، خیرات خان، دودرب، پریزاد و نواب ترمیم و بازسازی شدند. برخی از مدارس علمیه تازه‌تأسیس عبارتند از: مدارس آیت‌الله خویی، میرزا جعفر، حضرت ابوالفضل، نواب، امام‌علی و اهل‌بیت.

## انتقادات
در آذر ۱۳۸۹ تعدادی از طلاب حوزه علمیه خراسان نامه‌ای سرگشاده به رهبر ایران نوشته و در آن از برخی مسائل و وضعیت حوزه علمیه خراسان گله کردند.